# ラファエル・アラウージョ (バレーボール)
ラファエル・ロドリゲス・デ・アラウージョ（ポルトガル語: Rafael Rodrigues de Araújo、1991年6月13日 - ）は、ブラジルの男子バレーボール選手である。

## 来歴
ブラジルのパラナ州ロンドリナ出身。
2009年よりブラジルのスーペルリーガでプレー。
2013年、U23ブラジル代表に選出され、U23世界選手権に出場し金メダルを獲得。
2014年、ブラジル代表に選出され、ワールドリーグに出場。チームは準優勝を果たした。2015年もパンアメリカン競技大会に出場し、準優勝を果たした。
2016年よりポーランド1部リーグ・プラスリーガでのプレーが始まる。
2019年、ブラジル代表としてネーションズリーグに出場。同年より、フランスリーグでプレー。
2022年、日本のV.LEAGUE DIVISION1(V1)に所属する東京グレートベアーズに入団した。
2023年、12月23日に開催されたV1男子の東レアローズ戦で負傷し、左示指PIP関節開放脱臼により全治2か月と診断された。
2024年、契約満了により退団。

## 球歴
- ブラジル代表（2014年-）
  - ネーションズリーグ - 2019年
  - パンアメリカン競技大会 - 2015年
  - バレーボール・ワールドリーグ - 2014年
- U23ブラジル代表
  - U23世界選手権 - 2013年

## 所属チーム
- スーパー・インペラトリズ・バレー (pt) （2009-2013年）
- バレー・タウバテ (pt) （2013-2014年）
- セシSP (en) （2014-2016年）
- MKSベンジン (pl) （2016-2018年）
- オニコ・ワルシャワ (pl) （2018-2019年）
- アル・アハリ・ドーハSC (en) （2019年）
- レンヌ・バレー (fr) （2019-2021年）
- ナルボンヌ・バレー (fr) （2021-2022年）
- 東京グレートベアーズ （2022-2024年）
- Joinville Vôlei（2024年-）